# John Barry
John Barry Prendergast, OBE (York, 3 de Novembro de 1933 - Nova York, 30 de janeiro de 2011) foi um maestro e compositor britânico, responsável por diversas trilhas sonoras do cinema e vencedor de cinco prêmios Óscar de melhor trilha sonora.
Também é conhecido por ter composto várias trilhas dos filmes de James Bond, sendo o compositor que mais fez trilhas do agente, tendo assinado 11 delas e sendo considerado quem criou todas as diretrizes para a música de James Bond, muito usadas pelos outros compositores que trabalharam na série. O atual compositor de Bond, David Arnold é fã confesso de Barry e já declarou várias vezes que as trilhas dele para Bond são sua inspiração para compor suas próprias.
John Barry morreu em Nova York, em 30 de janeiro de 2011.

## Trilhas sonoras
Alguns dos filmes para os quais Barry compôs a trilha sonora:
- Beat Girl
- Never Let Go
- Farsa Diabólica
- Zulu
- O Leão no Inverno
- O Abismo Negro
- Choque de Galáxias
- Monte Walsh
- The Day of the Locust
- King Kong
- O Fundo do Mar
- Em Algum Lugar do Passado
- Entre Dois Amores
- Dança com Lobos
- Inside Moves
- Chaplin
- Body Heat
- My Life
- O Especialista
- A Letra Escarlate
- Enigma
- Midnight Cowboy (br: Perdidos na noite / pt: O cowboy da meia-noite)
- The Tamarind Seed
- Game of Death

E todos os filmes de James Bond para os quais Barry compôs a música:
- Dr. No de 1962 (neste aqui Barry apenas fez o arranjo do famoso tema de Bond, o The James Bond Theme)
- From Russia with Love de 1963
- Goldfinger de 1964
- Thunderball de 1965
- You Only Live Twice de 1967
- On Her Majesty's Secret Service de 1969
- Diamonds Are Forever de 1971
- The Man with the Golden Gun de 1974
- Moonraker de 1979
- Octopussy de 1983
- A View To A Kill de 1985
- The Living Daylights de 1987

## Premiações
Óscar
- Born Free
- O Leão no Inverno
- Entre Dois Amores
- Dança com Lobos

BAFTA
- O Leão no Inverno

Globo de Ouro
- Out of Africa